# Microrregión de Macacu-Caceribu
La microrregión de Macacu-Caceribu es una de las  microrregiones del estado brasileño de Río de Janeiro pertenecientes a la mesorregión Metropolitana de Río de Janeiro. Posee un área de 1.417,982 km² y su población fue estimada en 2006 por el IBGE en 107.742 habitantes y está dividida en dos municipios.

## Municipios
- Cachoeiras de Macacu
- Rio Bonito

- Datos: Q2344646